# Here Comes the Change
Here Comes the Change è un singolo della cantante statunitense Kesha, pubblicato il 19 settembre 2019 come primo estratto dalla colonna sonora del film Una giusta causa.
Il brano parla di diritti, uguaglianza sociale e speranza in un futuro migliore, temi che lo accomunano alla pellicola che accompagna e anche alla vita personale della cantante.

## Promozione
Kesha ha eseguito il brano dal vivo al The Ellen DeGeneres Show.